# ブリティッシュ・シップビルダーズ
ブリティッシュ・シップビルダーズ社 (British Shipbuilders Corporation) は1977年から1980年代を通してイギリスの造船業を所有、管理した国有企業。イギリス東インド会社自前のブラックウォール造船所を起源の一部とする。
主要なイギリスの造船会社を国有化する法律 (Aircraft and Shipbuilding Industries Act 1977) が成立した結果、ブリティッシュ・シップビルダーズが設立された。これは航空機メーカーの国有化とグループ化したブリティッシュ・エアロスペース社も同様であった。北アイルランドに拠点を置く唯一の造船会社であるハーランド・アンド・ウルフもブリティッシュ・シップビルダーズが経営権を有するようになったが、特殊な政治的地域事情によってブリティッシュ・シップビルダーズの影響を受けることはなかった。
1983年にブリティッシュ・シップビルダーズは新たな法律 (British Shipbuilders Act 1983) の下で民営化された。国有化した後も残存していた様々な部門は1980年代を通して独立し、1989年にブリティッシュ・シップビルダーズの運営は終わりをつげた。2013年に清算が完了し、法的にも消滅した。

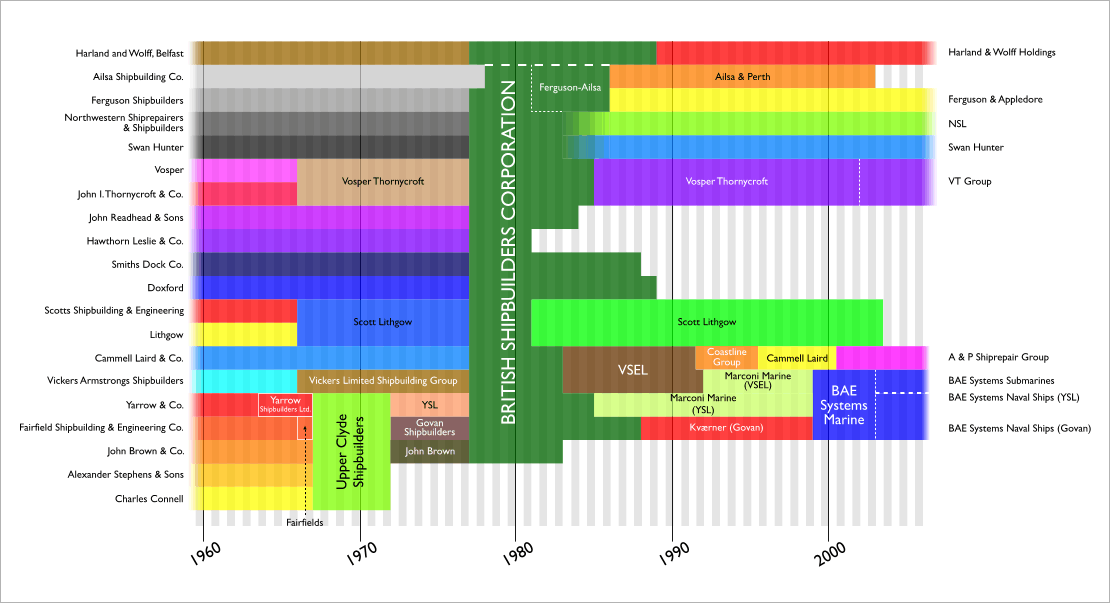
ブリティッシュ・シップビルダーズの変革